# 중국 교육의 역사
중국의 교육(中國의 敎育)은 고대 춘추 전국 시대부터 현대 중화인민공화국과 자유 중화민국 타이완과 중공 광둥 마카오와 홍콩 시대에까지 이어지고 있는 중화권 국가의 교육 방법 혹은 그 방침을 말한다.

## 같이 보기
- 명나라의 교육
- 청나라의 교육
- 중화인민공화국의 교육